# جورج بوكانان فوستر
جورج بوكانان فوستر هو محامي كندي، ولد في 19 أغسطس 1897 في مونتريال في كندا، وتوفي بنفس المكان في 3 يونيو 1974.